# Colibabovca, Leova
Colibabovca (germană Rosental) este un sat din raionul Leova, Republica Moldova.

## Demografie

### Structura etnică
Structura etnică a localității conform recensământului populației din 2004:
| Grup etnic                    | Populație | % Procentaj |
| ----------------------------- | --------- | ----------- |
| Bulgari                       | 934       | 81,79%      |
| Băștinași declarați Moldoveni | 178       | 15,59%      |
| Ruși                          | 13        | 1,14%       |
| Ucraineni                     | 9         | 0,79%       |
| Găgăuzi                       | 8         | 0,70%       |
| Total                         | 1142      |             |

## Administrație și politică
Componența Consiliului local Colibabovca (9 consilieri), ales la 5 noiembrie 2023, este următoarea:
|  | Partid                                       | Consilieri | Componență | Componență | Componență | Componență | Componență | Componență | Componență | Componență |
|  | -------------------------------------------- | ---------- | ---------- | ---------- | ---------- | ---------- | ---------- | ---------- | ---------- | ---------- |
|  | Partidul Socialiștilor din Republica Moldova | 8          |            |            |            |            |            |            |            |            |
|  | Partidul „Renaștere”                         | 1          |            |            |            |            |            |            |            |            |